# فريدريك جاي جاكسون
فريدريك جاي جاكسون (بالإنجليزية: Frederick J. Jackson)‏ هو كاتب مسرحي وكاتب سيناريو أمريكي، ولد في 21 سبتمبر 1886 في بيتسبرغ في الولايات المتحدة، وتوفي في 22 مايو 1953 في هوليوود في الولايات المتحدة.

## وصلات خارجية
- فريدريك جاي جاكسون على موقع IMDb (الإنجليزية)
- فريدريك جاي جاكسون على موقع أول موفي (الإنجليزية)
- فريدريك جاي جاكسون على موقع قاعدة بيانات برودواي على الإنترنت (الإنجليزية)
- فريدريك جاي جاكسون على موقع قاعدة بيانات برودواي على الإنترنت (الإنجليزية)
- فريدريك جاي جاكسون على موقع قاعدة بيانات الأفلام السويدية (السويدية)
- فريدريك جاي جاكسون على موقع قاعدة بيانات الفيلم (الإنجليزية)
- فريدريك جاي جاكسون على موقع كينوبويسك (الروسية)